# Тиберий Юлий Аквила Полемеан
Тиберий Юлий Аквила Полемеан (на латински: Tiberius Iulius Aquila Polemaeanus) е политик и сенатор на Римската империя през 1 и 2 век.
Син е на Тиберий Юлий Целс Полемеан (суфектконсул 92 г.), за когото построява между 114 и 125 г. Библиотеката на Целс в Ефес и го погребва в нея. Той е брат на Юлия Квинтилия Изаврика, която се е омъжва за Тиберий Юлий Юлиан (суфектконсул 129 г.).
През 110 г. Полемеан е суфектконсул заедно с Гай Авидий Нигрин.